# Xinu (operációs rendszer)
A Xinu (a „Xinu Is Not Unix” rövidítésből) egy kicsi és nagyon karcsú többfeladatos Unix-szerű operációs rendszer, amelyet eredetileg Douglas Comer fejlesztett ki a Purdue Egyetemen, az 1980-as években, oktatási célokra. A név érdekessége, hogy egyszerre rekurzív rövidítés és a "Unix" szó visszafelé. Több számítógép-architektúrára is portolták, így DEC LSI-11 és VAX rendszerekre, a Sun-2 és  Sun-3 munkaállomásokra, valamint PowerPC G3, Intel x86, MIPS architektúrákra.
A Xinu-t, a MINIX-hez hasonlóan, a számítástechnikai oktatásban használták, mivel ezeket az operációs rendszereket a tömörség és átláthatóság szem előtt tartásával alakították ki.
Eredetileg a Xinu nem sokat „tudott”, de az újabb Xinu-verziókban már megjelent a virtuális memória, az internetprotokollok és a fájlrendszer kezelése.
A Xinu mára gyakorlatilag kihalt. Ennek egyik oka a Linux és hasonló, nyílt forráskódú operációs rendszerek elterjedése volt, valamint az, hogy a Xinu-t nem lehetett a termelésben használni.
A Xinu legfrissebb változata a Purdue Egyetem Xinu 8 verziója Sparc platformra.
A legfrissebb PC-s verzió a Canberrai Egyetem Xinu 386 rendszere – ez védett módban fut, lineáris SVGA grafikát támogat.

Figyelemre méltó a Marquette Egyetem Embedded XINU projektje, amely WRT54GL és WRT54G routerekbe telepíthető, ez a routerek MIPS processzorára és konfigurációjukra portolt Xinu rendszer.

## Fordítás
- Ez a szócikk részben vagy egészben  a   Xinu című angol Wikipédia-szócikk fordításán alapul.  Az eredeti cikk szerkesztőit annak laptörténete sorolja fel. Ez a jelzés csupán a megfogalmazás eredetét és a szerzői jogokat jelzi, nem szolgál a cikkben szereplő információk forrásmegjelöléseként.